# Liste von Autoren/C

## Ca

### Cab–Cap
Fernán Caballero (1796–1877), ES
George Washington Cable (1844–1925), US
Guillermo Cabrera Infante (1929–2005), CU
Pino Cacucci (* 1955), IT
Caedmon (7. Jh.), GB
James M. Cain (1882–1977), US
Rachel Caine (1962–2020), US
Alice Calaprice (* 1941), US
Moyra Caldecott (1927–2015), ZA
Nigel Calder (1931–2014), GB
Pedro Calderón de la Barca (1600–1681), ES
Erskine Caldwell (1903–1987), US
Taylor Caldwell (1900–1985), US
Noël Calef (1907–1968), FR
Andrew Calimach (* 1953), USA/RUM
Nuran David Calis (* 1976), D
Franz Callenbach (1663–1743), D
Robert Calvert (1945–1988), GB
Italo Calvino (1923–1985), IT
Jorge Camacho (* 1966), ES
Josef Maria Camenzind (1904–1984), CH
Richard Owen Cambridge (1717–1802), GB
Andrea Camilleri (1925–2019), IT
Luís de Camões (1524–1580), PT
Paul-Henri Campbell (* 1982), USA/D
Thomas Campbell (1774–1844), GB
Joachim Heinrich Campe (1746–1818), D
Thomas Campion (1567–1620), GB
Maximiano Campos (1941–1998), BR
Albert Camus (1913–1960), FR
Matilde Camus (1919–2012), ES
Safiye Can (* 1977), D
Trudi Canavan (* 1969), AUS
Elias Canetti (1905–1994)
Veza Canetti (1897–1963), AT
Hans Caninenberg (1913–2008), D
May Wedderburn Cannan (1893–1973), GB
Friedrich Rudolf Ludwig von Canitz (1654–1699), D
Ivan Cankar (1876–1918), SLO
Cao Cao (155–220), CN
Truman Capote (1924–1984), US
Alex Capus (* 1961), D

### Car–Caz
Emilio Carballido (1925–2008), MEX
Lorenzo Carcaterra (* 1954), US
Tom Cardamone (* 1969), US
Lara Cardella (* 1969), IT
Ernesto Cardenal (1925–2020), NIC
Marie Cardinal (1928/29–2001), FR
Giosuè Carducci (1835–1907), IT
Viktor Car-Emin (1870–1963), HR
Diane Carey (* 1954), US
Henry Carey (1687–1743), GB
Peter Carey (* 1943), AUS
Siegfried Carl (* 1951), D
William Carleton (1794–1869), IRL
Gianrico Carofiglio (* 1961), IT
Maxence Caron (* 1976), FR
Hans Carossa (1878–1956), D
Edward Carpenter (1844–1929), GB
Richard Carpenter (1929–2012), GB
Alejo Carpentier (1904–1980), CU
Allen Carr (1934–2006), GB
Caleb Carr (1955–2024), US
John Dickson Carr (1906–1977), US
Marina Carr (* 1964), IRL
Mary Jane Carr (1895–1988), US
Raymond Carr (1919–2015), GB
John le Carré (1931–2020), GB
Emmanuel Carrère (* 1957), FR
Jean Carrière (1928–2005), FR
Mathieu Carrière (* 1950), D
Moritz Carrière (1817–1895), D
Leonora Carrington (1917–2011), MX
Jim Carroll (1949–2009), US
Jonathan Carroll (* 1949), US
Lewis Carroll (1832–1898), GB
Ciaran Carson (1948–2019), IRL/GB
Paul Carson (* 1949), GB/IRL
Rachel Carson (1907–1964), US
Mircea Cărtărescu (* 1956), RO
Angela Carter (1940–1992), GB
David Carter (1952–2020), US
Lin Carter (1930–1988), US
Stephen L. Carter (* 1954), US
Raymond Carver (1938–1988), US
Joyce Cary (1888–1957), IRL/GB
Giovanni Giacomo Casanova (1725–1798), IT
Francisco Casavella (1963–2008), ES
Jon Cassar (* 1958), CAN
Carlos Castaneda (1925–1998), US
Horacio Castellanos Moya (* 1957), SLV
Ana Castillo (* 1953), USA
Michel del Castillo (1933–2024), ES/FR
Claire Castillon (* 1975), FR
Elisabeth Castonier (1894–1975), D
Rainer Castor (1961–2015), D
Carlos Castro (1945–2011), PT
Rosalía de Castro (1837–1885), ES
Willa Cather (1873–1947), US
Catull, römischer Dichter
Charles Causley (1917–2003), GB
Gion Mathias Cavelty (* 1974), CH
Jean Cayrol (1911–2005), FR
Andrew Cayton (1954–2015), US
Louis Cazamian (1877–1965), FR

## Ce
Camilo José Cela (1916–2002), ES
Paul Celan (1920–1970)
Gianni Celati (1937–2022), IT
Louis-Ferdinand Céline (1894–1961), FR
Blaise Cendrars (1887–1961), CH
C. W. Ceram (1915–1972), D
Vincenzo Cerami (1940–2013), IT
Claretta Cerio (* 1926), D
Luis Cernuda (1902–1963), SP
Miguel de Cervantes Saavedra (1547–1616), ES
Karl Cervik (1931–2012), AT / D
Aimé Césaire (1913–2008), FR / Martinique
David Cesarani (1956–2015), GB

## Ch
Rosa Chacel (1898–1994), ES
Elizabeth Chadwick (* 1957), GB
Owen Chadwick (1916–2015), GB
Ch’ae Man-sik (1902–1950), ROK
Aidan Chambers (1934–2025), GB
Nicolas Chamfort (1741–1794), FR
Frederick Chamier (1796–1870), GB
Adelbert von Chamisso (1781–1838), D
Karen Chance (* 19**), US
Raymond Thornton Chandler (1888–1959), US
Jean Chapelain (1595–1674), FR
George Chapman (1559 [?]–1634), GB
Desmond Chapman-Huston (1884–1952), IRL
Maurice Chappaz (1916–2009), CH
Michele Chinzi (* 1993), D
René Char (1907–1988), FR
Louis Henry Charbonneau (1924–2017), US
Émile Chartier (Alain; 1868–1951), FR
Thomas Chatterton (1752–1770), GB
Bruce Chatwin (1940–1989), GB
Geoffrey Chaucer (1340–1400), GB
Nirad C. Chaudhuri (1897–1999)
George Chauncey (* 1954)  US
John Cheever (1912–1982), US
Cheiro (1866–1936), IRL
Cheon Woon-young (* 1971), ROK
Gert Chesi (* 1940), AT
Phyllis Chesler (* 1940), US
Jacques Chessex (1934–2009), CH
Gilbert Keith Chesterton (1874–1936), GB
Elizabeth Chevalier
Gabriel Chevallier (1895–1969), FR
Robert Erskine Childers (1870–1922), IRL
Mark Childress (1957), USA
Rafael Chirbes (1949–2015), ES
Hans Chlumberg (1897–1930), D
Pierre-Ambroise-François Choderlos de Laclos (1741–1803), FR
Ch’oe Yun (* 1953), ROK
Choi In-hun (1936–2018), ROK
Choi In-seok (* 1953), ROK
Choi Seung-ho (* 1954), ROK
Noam Chomsky (* 1928), US
Chong Hyon-jong (* 1939), ROK
David Chotjewitz (* 1964), D
Peter O. Chotjewitz (1934–2010), D
Mohamed Choukri (1935–2003), MAR
Driss Chraïbi (1926–2007), MAR
Chrétien de Troyes (~1140-~1190), FR
Ada Christen (1839–1901), AT
Inger Christensen (1935–2009), DK
Mathias Christiansen (* 1968), D
Agatha Christie (1890–1976), GB
Nils Christie (1928–2015), NO
John Christopher (1922–2012), GB
Ralph Chubb (1892–1960), GB
Winston Churchill (1874–1965), GB
Stefan Chwin (* 1949), PL

## Ci
Florian Cieslik (* 1975), D
Emil Cioran (1911–1995), RO/FR
Giulio Cisco (1920–1999), IT

## Cl
Tom Clancy (1947–2013), US
John Clare (1793–1864), GB
Christopher Clark (* 1960), AU
Mary Higgins Clark (1927–2020), US
Arthur C. Clarke (1917–2008), GB
Paul Claudel (1868–1955), FR
Philippe Claudel (* 1962), FR
Claudian (Claudius Claudianus) (~370–405)
Hermann Claudius (1878–1980), D
Matthias Claudius (1740–1815), D
Hugo Claus (1929–2008), BE
Connie Clausen (1923–1997), US
Bernard Clavel (1923–2010), FR
James Clavell (1921–1994), GB / US
Paul Cleave (* 1974), NZ
Eldridge Cleaver (1935–1998), US
John Cleland (1709–1789), GB
Monika Clemens (* 1954), D
Willem de Clercq (1795–1844), NL
Kitty Clive (1711–1785), GB
Stuart Cloete (1897–1976), ZA
Arthur Hugh Clough (1819–1861), GB

## Co

### Cob–Con
James Cobb, US
Harlan Coben (* 1962), US
Jean Cocteau (1889–1963), FR
Paulo Coelho (* 1947), BR
J. M. Coetzee (* 1940), ZA
Leonard Cohen (1934–2016), CAN
Matt Cohen (1942–1999), CAN
Stephen Colbert (* 1964), US
George Douglas Howard Cole (1889–1959), GB
Margaret Cole (1893–1980), GB
Samuel Taylor Coleridge (1772–1834), GB
Egmont Colerus von Geldern (1888–1939), AT
Sidonie-Gabrielle Colette (1873–1954), FR
Eoin Colfer (* 1965), IRL
Billy Collins (* 1941), US
Jackie Collins (1937–2015), GB / US
Max Allan Collins (* 1948), US
Suzanne Collins (* 1962), US
Wilkie Collins (1824–1889), GB
William Collins (1721–1759), GB
Carlo Collodi (1826–1890), IT
John Robert Colombo (* 1936), CAN
Vittoria Colonna (1490–1547), IT
Padraic Colum (1881–1972), IRL
Leo Colze (1870–1914), D
Johann Amos Comenius (1592–1670)
Alex Comfort (1920–2000), GB
Michael Connelly (* 1956), US
John Connolly (* 1968), IRL
John Connor (* 1946), GB
Robert Conquest (1917–2015), GB
Jo Conrad (* 1958), D
Johannes Conrad (1929–2005), D
Joseph Conrad (1857–1924), PL / GB
Michael Georg Conrad (1846–1927), D
Walter Conrad (1922–2006), D
Hermann Conradi (1862–1890), D
Karl Otto Conrady (1926–2020), D
Shirley Conran (1932–2024), GB
Vincenzo Consolo (1933–2012), IT
Karl Wilhelm Contessa (1777–1825), D
Philip E. Converse (1928–2014), US
Gerry Conway (* 1952), US

### Coo–Cow
Blanche Wiesen Cook (* 1941), US
Bruce Alexander Cook (1932–2003), US
Glen Cook (* 1944), US
Matt Cook (GB)
Nick Cook (* 1960), GB
Richard Cook (1957–2007), GB
Robin Cook (* 1940), US
Katharine Coman (1857–1915), US
Dennis Cooper (* 1953), US
James Fenimore Cooper (1789–1851), US
Susan Cooper (* 1935), GB / US
Robert Coover (1932–2024), US
Wendy Cope (* 1945), GB
Tristan Corbière (1845–1875), FR
Wolfgang Cordan (1909–1966), D
Daniel Cordier (1920–2020), FR
Michael Cordy (* 1962), GB
Tee Corinne (1943–2006), USA
Pierre Corneille (1606–1684), FR
Ignác Cornova (1740–1822), IT
Claudia Maria Cornwall (* 1948), CAN
Bernard Cornwell (* 1944), GB
Patricia Cornwell (* 1956), US
Gregory Corso (1930–2001), US
Julio Cortázar (1914–1984), RA (Argentinien)
Jayne Cortez (1936–2012), US
Gottlieb Siegmund Corvinus (1677–1747), D
Bora Ćosić (* 1932), RS
Albert Cossery (1913–2008), EGY/FR
Humberto Costantini (1924–1987), RA
Júlia da Costa (1844–1911), BR
Frank Cottrell Boyce (* 1961), GB
Louis Couperus (1863–1923), NL
Douglas Coupland (* 1961), CA
Gil Courtemanche (1943–2011), CA
Hedwig Courths-Mahler (1867–1950), D
Mia Couto (* 1955), MOZ
Francis Coventry (1725–1754), GB
Noël Coward (1899–1973), GB
Elise Cowen (1933–1962), US
Malcolm Cowley (1898–1989), US
William Cowper (1731–1800), GB

## Cr
Jim Crace (* 1946), GB
Heinz von Cramer (1924–2009), D
Tomas Cramer (1967), D
Hart Crane (1899–1932), US
Stephen Crane (1871–1900), US
Quintin Craufurd (1743–1819), GB
Isabella Valancy Crawford (1850–1887), CA
Sharon Creech (* 1945), US
Robert Creeley (1926–2005), USA
Victoriano Crémer (190*–2009), ES
Jean-Louis Crémieux-Brilhac (1917–2015), FR
Helmut Creutz (1923–2017), D
Michel Guillaume Jean de Crèvecoeur (1735–1813), US / FR
Frederick Crews (1933–2024), US
Harry Crews (1935–2012), US
Michael Crichton (1942–2008), US
Quentin Crisp (1908–1999), GB
Ann C. Crispin (1950–2013), US
Edmund Crispin (1921–1978), GB
Freeman Wills Crofts (1879–1957), IRL
Eugen Croissant (1862–1918), D
Anna Croissant-Rust (1860–1943), D
Joseph Croitoru (* 1960), D
Thomas Crofton Croker (1798–1854), IRL
Deborah Crombie (* 1952), US
Louis Crompton (1925–2009), GB
Patricia Crone (1945–2015), DK
Anthony Cronin (1928–2016), IRL
Archibald Joseph Cronin (1896–1981), GB
Wolf-Ulrich Cropp (* 1941), D
Charles Cros (1842–1888), FR
Donna Woolfolk Cross (* 1947), US
Nicolas de Crosta (1900–1972), D
Aleister Crowley (1875–1947), GB
Mart Crowley (1935–2020), US
Lorna Crozier (* 1948), CAN
Michel Crozier (1922–2013), FR
Sor Juana Inés de la Cruz (1651–1695), MEX

## Cs
Franz Theodor Csokor (1885–1969), A

## Cu
Countee Cullen (1903–1946), US
Necati Cumalı (1921–2001), TR
E. E. Cummings (1894–1962), US
Michael Cunningham (* 1952), US
Jamie Lee Curtis (* 1958), US
James Oliver Curwood (1878–1927), US

## Cz
Heinz Czechowski (1935–2009), D
Daniel Czepko (1605–1660), D
Alfons von Czibulka (1888–1969), A
Wolfgang Cziesla (1955), D